# Municipio de Moroleón
El municipio de Moroleón es uno de los 46 municipios del estado mexicano de Guanajuato, ubicado al sur del estado, colindando al norte y oeste con el municipio de Yuriria, al este con el municipio de Uriangato, y al sur con el municipio de Huandacareo, en el estado de Michoacán.
Fue fundado el 19 de noviembre de 1845 con el nombre de Congregación de Uriangato, por el entonces gobernador del estado Juan Bautista Morales. Cambió de nombre a partir de 1857 tras un decreto para la feria del pueblo dado por el gobernador Manuel Doblado.

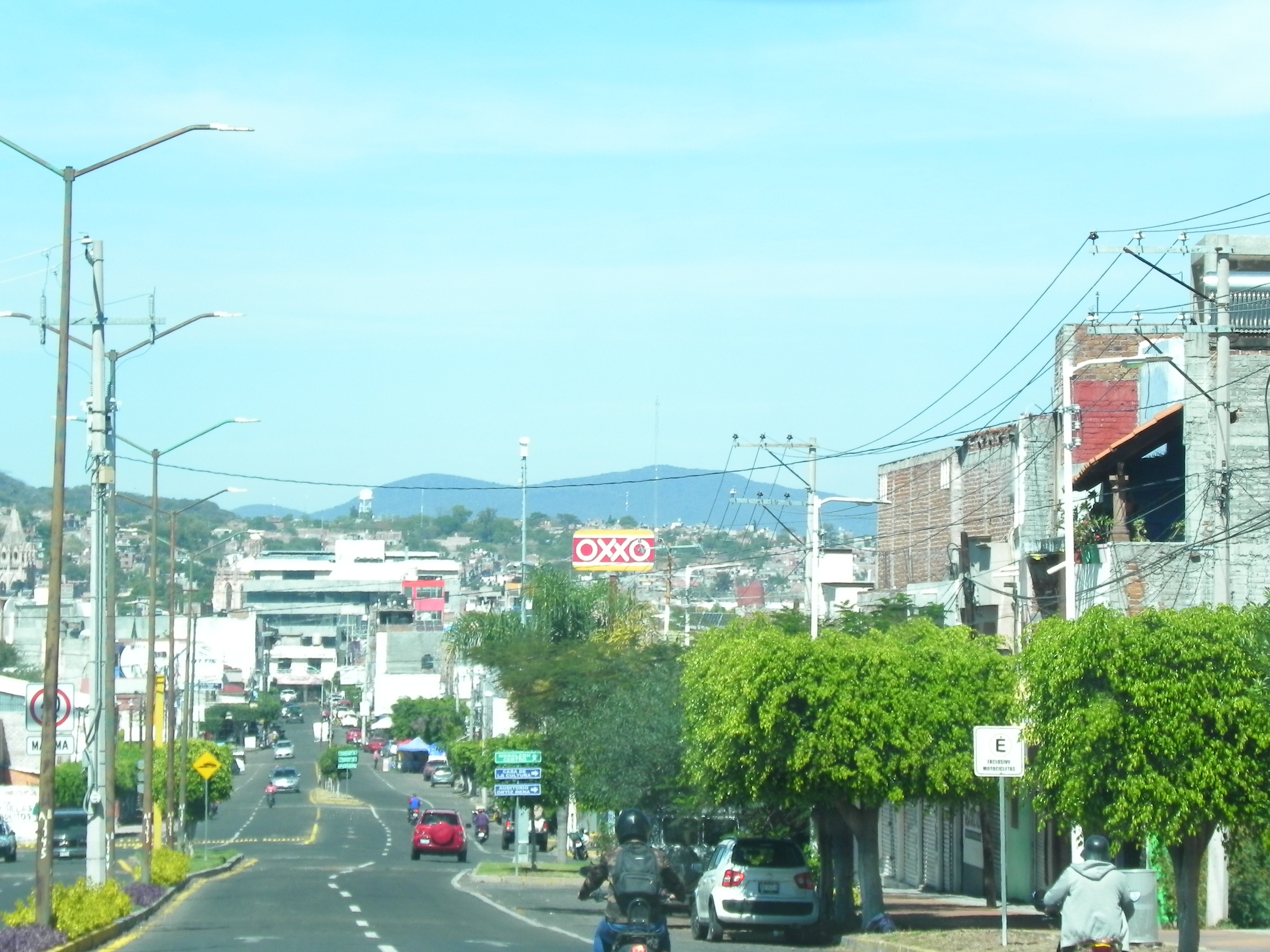
Foto del bulevar Ponciano Vega

## Toponimia
El nombre de Moroleón se compone de dos partes: por un lado, Moro hace referencia a sus primeros pobladores procedentes de la comunidad del Moro, en Yuriria; y León hace referencia al general Antonio de León y Loyola, militar oaxaqueño que combatió en un batallón guanajuatense.

## Orografía
Moroleón está localizado en una superficie de lomerío suave, que son derivaciones de la Sierra de Piñícuaro y de la zona llamada Bajío Michoacano. Sus elevaciones más importantes son: Cerro de los Amoles, a 2830 m s. n. m. (metros sobre el nivel del mar), Mesa el Cerrito Hueco, a 2400 m s. n. m., y Cerro blanco, a 2280 m s. n. m. Además, se puede mencionar los cerros del Melón, Prieto o Cupuato, Quiahuyo, Blanco o Tizar y Caricheo. Todos ellos forman parte de la sierra de Piñícuaro, y se calcula un promedio aproximado de 2400 m s. n. m.
La mancha urbana está situada en la parte baja del municipio y que también es la zona más llana, donde la altitud sobre el nivel del mar va de los 1800 a 1850 metros.
Moroleón es la quinta ciudad con mejor calidad de vida en el Estado de Guanajuato (sólo superada por Celaya, León, Irapuato y Guanajuato).
La Zona Metropolitana Moroleón-Uriangato-Yuriria se encuentra conformada oficialmente desde el 6 de octubre de 2010, por decreto del Gobierno del Estado de Guanajuato.
La Zona Conurbada Moroleón-Uriangato, la cual conforman los municipios de Moroleón, Gto., Uriangato, Gto., y Cuitzeo, Mich., de acuerdo a la publicación emitida por la SEDATU, Metrópolis de México 2020, publicado el día 19 de octubre de 2023.

## Condiciones edafológicas
Los suelos que mayoritariamente se presentan en Moroleón son:
Vertisol Pélico (Vp).- Son los que se les forman anchas y profundas grietas en época de secas por la pérdida de humedad y la consecuente contracción de sus partículas; son arcillosos, de textura media hasta gravosa, negros a gris oscuro, y aptos para la agricultura.
Vertisol Crómico (Vc/3/G).- Son de color pardo o rojizo con una fase pedregosa y casi siempre material ígneo, característica de climas semisecos.
Lumisol Crómico (Lc).- Este es de menor fertilidad para la agricultura por su alta permeabilidad y susceptibilidad a la erosión; es favorable para pastizales o para desarrollo forestal.

## Historia
Antes de la Conquista española, el territorio que ocupa la ciudad de Moroleón fue habitado por grupos de indios chichimecas, como también perteneció a la jurisdicción del antiguo reino purépecha, que se extendía desde Michoacán hasta Yuriria, Celaya Acámbaro, Jalisco, Colima y Guerrero.
Queda enclavado entre los importantes cacicazgos de Yuririhapúndaro y de Cuitzeo, y aún es de suponerse que esta superficie formó parte de los terrenos pertenecientes al cercano cacicazgo de Curumbatío, población que subsiste actualmente y forma un pequeño conglomerado que ya se ha unido a la ciudad de Moroleón.
En Curumbatío había, no hace muchos años, unos depósitos de cerámica antigua, llamados por los lugareños “Las minas de los monos”, por la gran cantidad de figuras antropomorfas que allí se sacaban, sin otro objeto que servir de juguetes a los muchachos, que sin conocer su valor arqueológico, pronto los quebraban, perdiéndose así estos vestigios que convenientemente estudiados, pudieran ofrecer algún dato de interés, que revelara el lejano origen de quienes los hicieron.
En el rancho de Serrano, había, en cierto paraje, unas piedras semi-enterradas, cuyas caras visibles ostentaban algunos raros signos, incompresibles para la gente que llegaba a verlos. Estas piedras tal vez hayan sido señales puestas por las tribus que abandonaron sus viviendas en un éxodo del que probablemente pensarían volver, sirviendo tales piedras como indicaciones del camino de retorno.

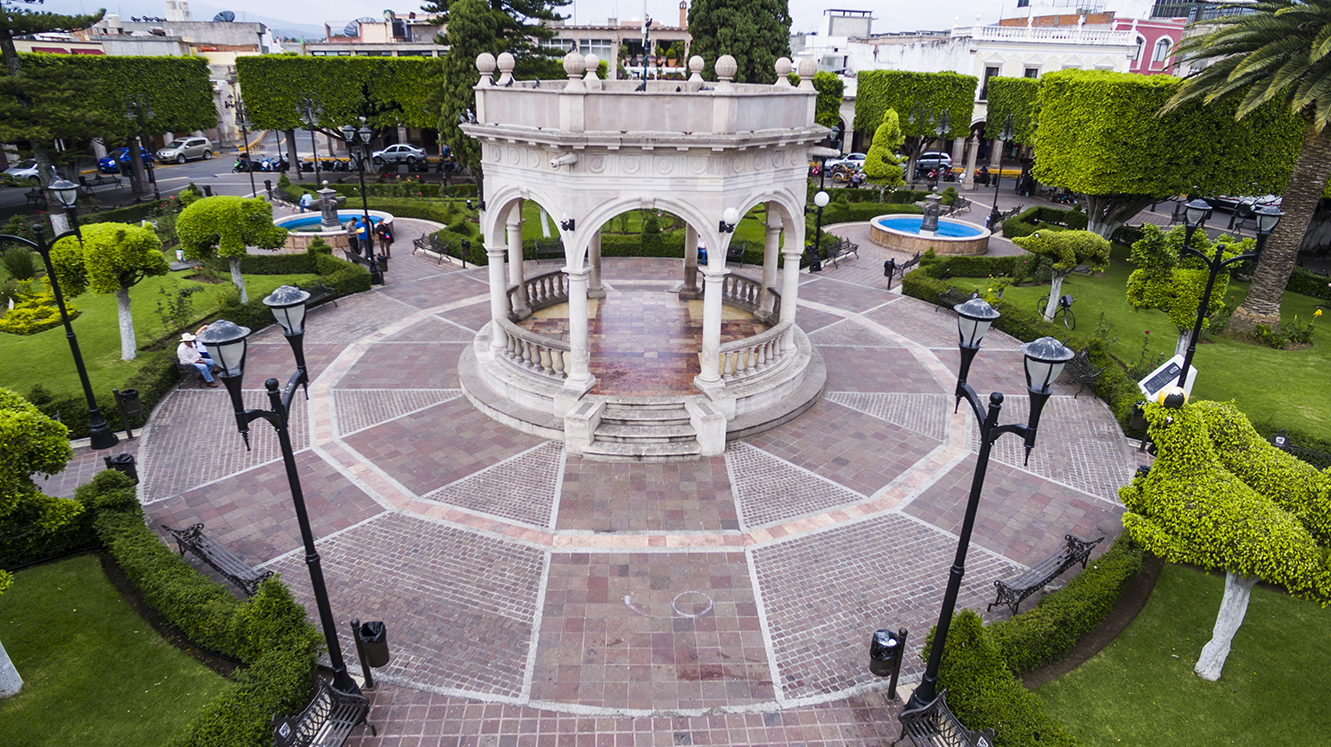
Quiosco del jardín principal

Solamente hipótesis y conjeturas se pueden formular acerca de este lapso de tan remoto pasado, del que no se sabe nada, por no haber indicios de que haya sido importante zona poblada, como fueron las regiones Tzintzuntzan, reconocida como capital del reino purépecha, y las poblaciones ribereñas del lado de Pátzcuaro, que se han estudiado a conciencia, conociéndose mucho de su historia y de sus pobladores.
Entre las suposiciones que se hacen al reflexionar sobre la antigüedad de Curumbatío y Piñícuaro, los dos pueblos más antiguos que se conocen en esta región, se puede afirmar, con base en tradiciones casi olvidadas, que especialmente en Curumbatío existieron adoratorios de las deidades purépechas Curicaueri y Cueravaperi, no de la importancia de las llamadas “Yacatas” de Tzintzuntzan o Tzacapu, pero sí pequeños montículos donde seguramente el sacerdote subía a efectuar la ofrenda.
Se dice que los aztecas, a su paso por tierras michoacanas, tomaron de los purépechas la costumbre de los sacrificios humanos. Muchos historiadores niegan este hecho, por ser los purépechas reacios a toda efusión de sangre, debido, posiblemente, a su temperamento pacífico y contemplativo, que les hacía dar nombres poéticos a los lugares y sitios de su vasto reino.
Curumbatío fue, sin duda, la sede de la autoridad indígena a cuya jurisdicción pertenecieron las tierras en que se asienta hoy la ciudad de Moroleón, baldías en aquel tiempo, sin cultivo alguno y cubiertas solamente por árboles de mezquite, que crece profusamente en la región.
La leyenda hace mención de un guerrero llamado Ahiu, hijo del cacique, cuya trágica vida se entrelaza con la de la doncella española doña Juana de Medina y Calderón, que, por disposición virreinal, sería posteriormente dueña reconocida de estas tierras.

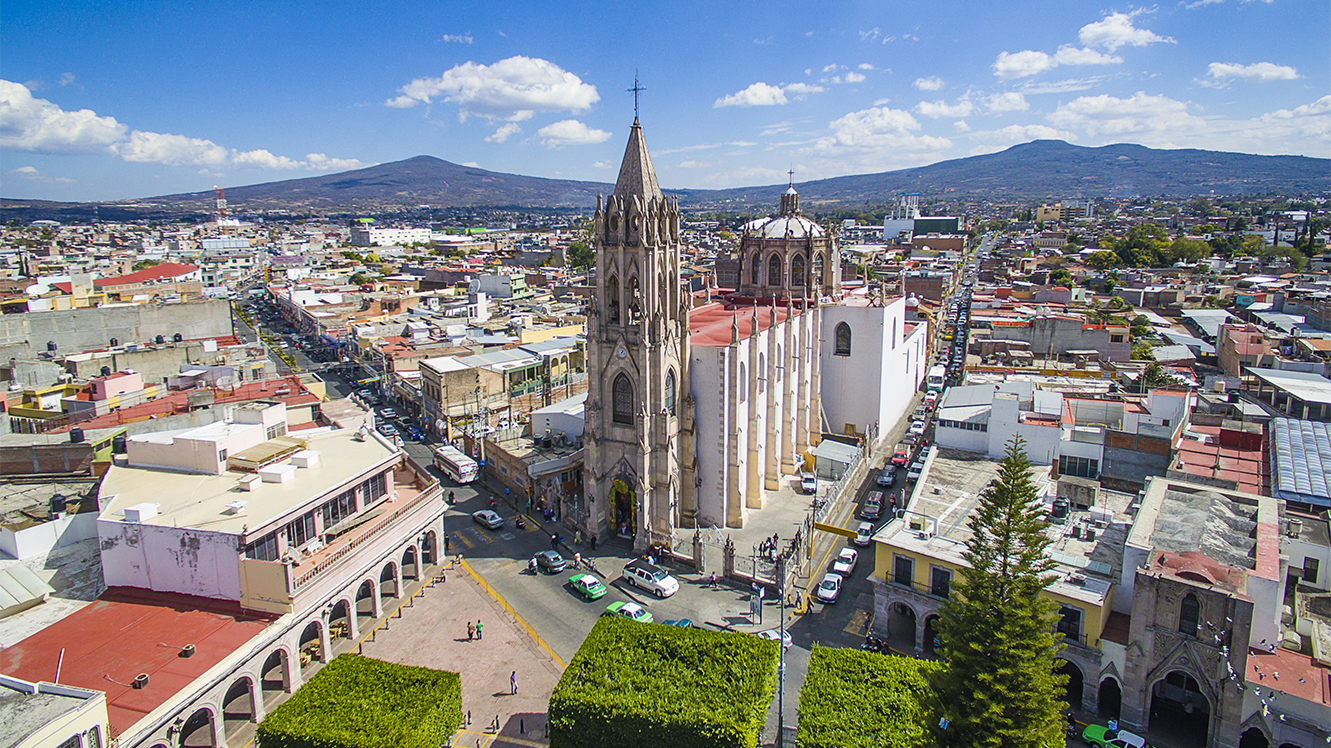
Parroquia San Juan Bautista, ubicada en el jardín principal

### SiglosXVIIaXIX
En 1602 por merced real, el virrey don Gaspar Zúñiga y Acevedo concede a la doncella española Juana de Medina y Calderón, dos caballerías de tierra de sembradura (unas 85 hectáreas) entre los pueblos de Curumbatio y Uriangato al lado poniente del camino a Cuitzeo y a los lados del arroyo.
En 1775, don José Guzmán López, heredero en ese entonces de las tierras de la doncella Juana de Medina, se traslada de Yuriria para formar un caserío donde actualmente es el jardín principal, que ahora son las calles Morelos, Hidalgo y Manuel Doblado; para esto, trajo familiares y conocidos de la región con la intención de fundar un pueblo, que en un principio se conoció con los nombres de La Mezquitera, La Congregación.
Desde el año 1776, la localidad de La Congregación comenzó a poblarse de manera significativa, en virtud de la invitación hecha por Don José Guzmán López a que sus labriegos y capataces vinieran a vivir a la población.
El 19 de noviembre de 1845, mediante el decreto oficial número 16, se declara la Fundación Legal del pueblo de "La Congregación", siendo Gobernador del Estado Don Juan Bautista Morales.
En el año 1857 Moroleón, se otorga una feria y un nombre oficial: Moro-león. El nombre de la ciudad está compuesto por la palabra Moro, lugar de origen de sus primeros pobladores, y León, apellido del General Antonio León, que condujo a la caballería de Guanajuato en el asalto a la ciudad de Oaxaca, durante el imperio iturbidista.
En el año 1908 Moroleón es elevado a la categoría política de Villa. En 1917, a Municipio Libre, y en el 23 de abril de 1929, en virtud de la importancia y desarrollo alcanzados, la cabecera de Moroleón es elevada a la categoría de ciudad. De acuerdo con estudios socioeconómicos, durante la década de los años 80 Moroleón se convirtió en el principal centro de producción de suéter de la república y en un centro de comercialización textil de primera magnitud. Hoy, sigue siendo un centro de atracción para el turismo comercial y un municipio clave en el desarrollo económico de la región sur de Guanajuato.

### Llegada del Señor de Esquipulas, Guatemala

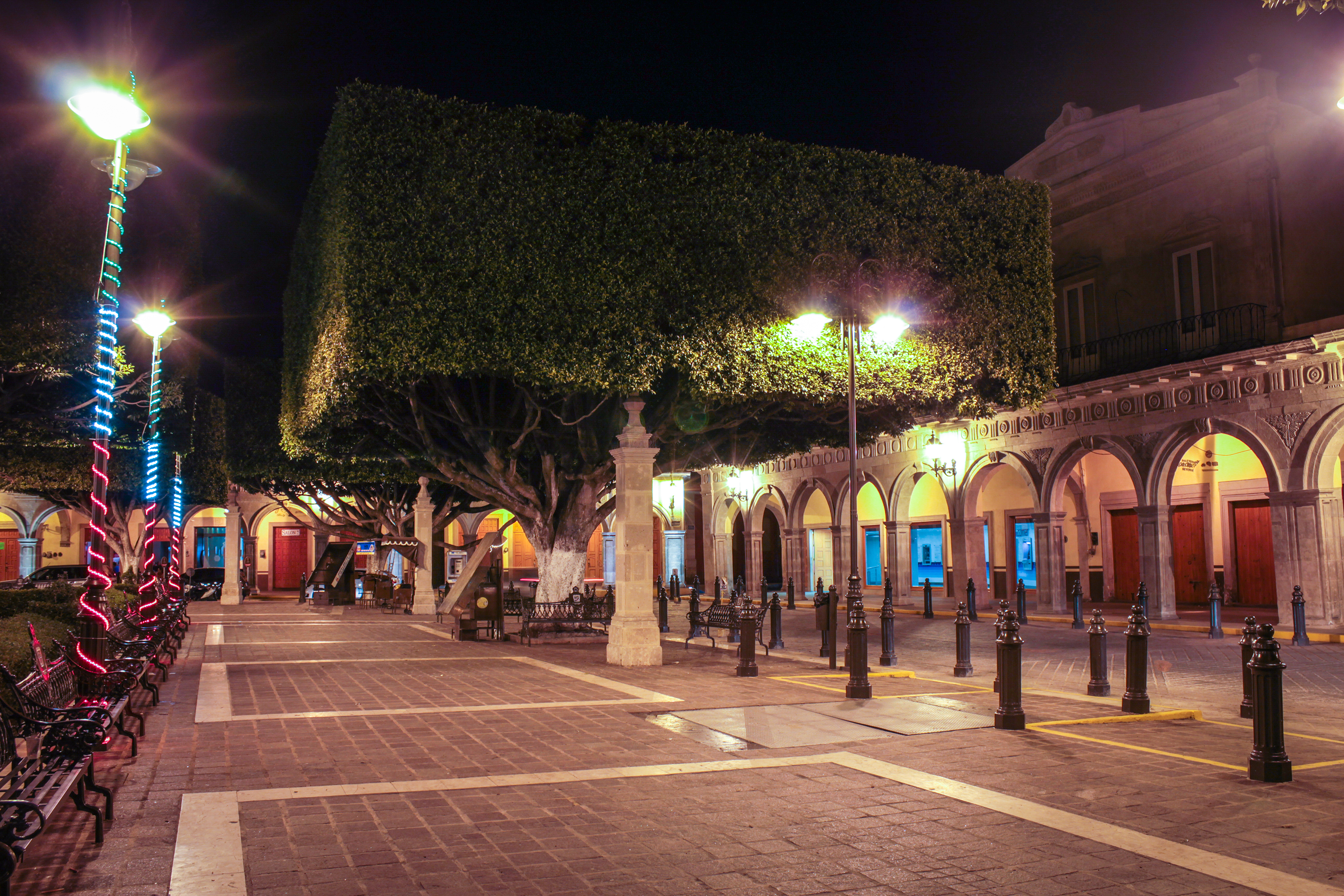
Jardín principal

A partir de 1802, se había hecho cargo del Curato de Yuriria, el MRP Francisco Quintana y Aguilar; por lo que empezó a frecuentar a la gente de la Congregación, donde la familia Guzmán había construido un adoratorio a San Juan Bautista aproximadamente en lo que ahora es la torre del templo al Sr de Esquipulitas, siendo solo eso un adoratorio sin reconocimiento eclesiástico, fundando el propio padre Quintana décadas más tarde la vicaría, no a San Juan Bautista como gran cantidad de apóstatas lo aseguran hoy en día.
En mayo de 1805, llega a este lugar la imagen del Señor de Esquipulitas, réplica del Cristo Negro que se venera en Esquipulas, Guatemala. Esta imagen fue traída por Alonso de Velasco, tallada por él mismo y con el propósito de llevarla al Templo más bello en el Real de minas de Sante Fe de Guanajuato, por la fama de Real de Minas y su esplendor. En su trayecto, había sido acompañado por un comerciante de la comunidad de Quiahuyo, hoy perteneciente a Moroleón, desde la frontera con aquel país, en el Soconusco (actual Chiapas). Habiendo enfermado Alonso de Velasco en la última etapa de su viaje, consiguieron llegar a la Congregación, donde recibió hospedaje y cuidados en la casa de Don Agustín Guzmán Pérez; desafortunadamente su enfermedad se agravó; pero antes de fallecer donó la imagen del Cristo Negro para que se venerara aquí en este pueblo que lo recibió y atendió y por la compañía y protección que le brindó Don José María.

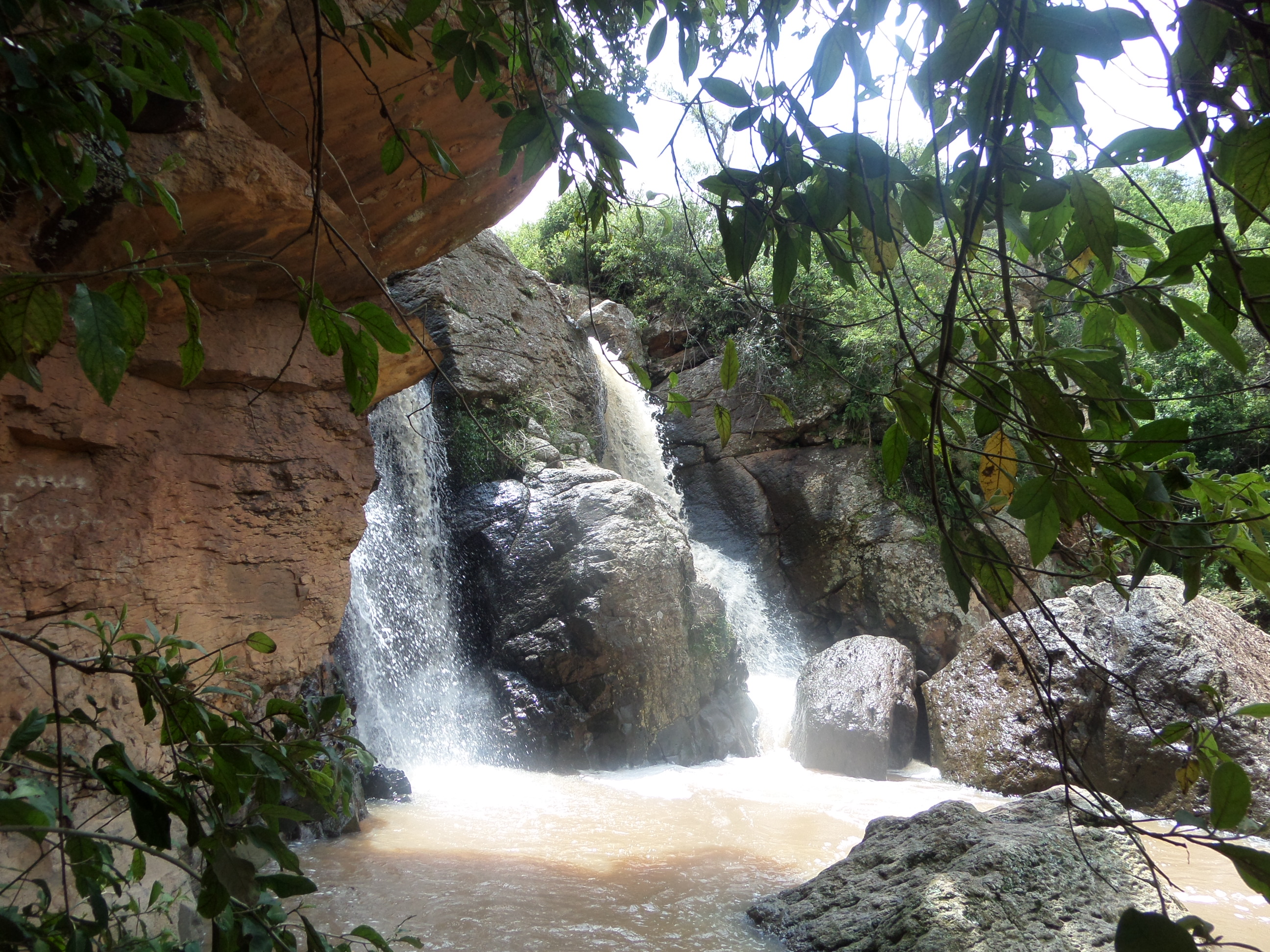
Cascada comunidad de Piñícuaro

## Datos básicos
Colinda al sur con los municipios de Cuitzeo y Huandacareo en el Estado de Michoacán.
Cuenta con una población municipal de 49 364 habitantes, de los cuales 88,46 % viven en la cabecera municipal y el resto (11,54 %) habitan en la zona rural, que actualmente se compone de 16 comunidades.
Su población ha disminuido en las últimas dos décadas, debido al buen control de la natalidad y a que este es un municipio con alta intensidad migratoria hacia Estados Unidos, se observa que la máxima población registrada para este municipio se censó en 1990 cuando contaba con 48 191 habitantes; posteriormente, en 1995, la población descendió a 47 151 habitantes; en el año 2000, a 47 132 y, en el año 2005, se censaron solamente 46 751 habitantes. (Fuente: II conteo de población INEGI 2005).

## Economía local
Las actividades económicas más importantes son la industria y el comercio textil, ello provoca que visitantes de todo el país viajen a la zona comercial. Comprende aproximadamente 100 m de longitud entre las avenidas Colón y Peatonal, esta importante zona comercial es eje de la economía del Municipio de Moroleón donde se cuenta con una amplia producción de suéter, colchas, ropa para bebé, ropa deportiva, ropa informal, tejido de punto y plano, entre otros, son sus principales productos. Tal actividad ha proyectado a Moroleón a nivel internacional y ha contribuido a potenciar el desarrollo económico de municipios vecinos (Uriangato).

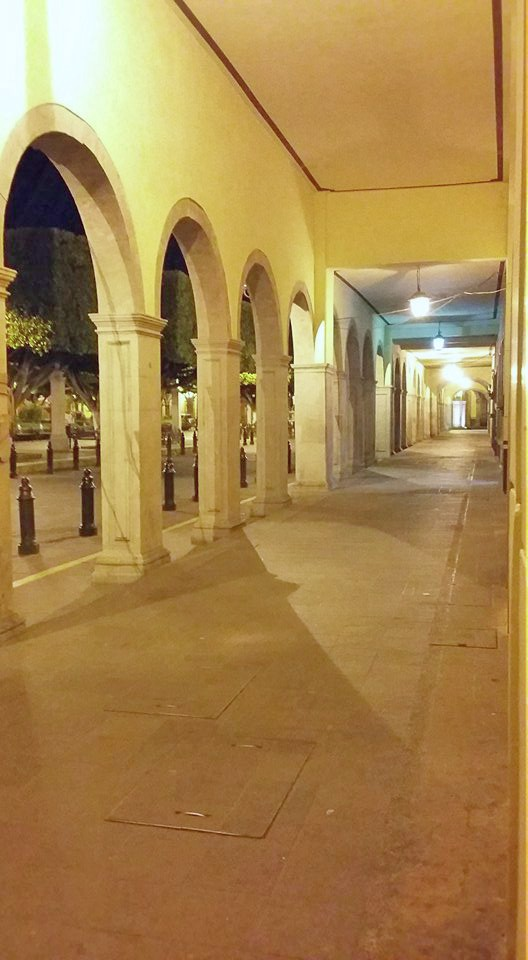
Portales jardín principal

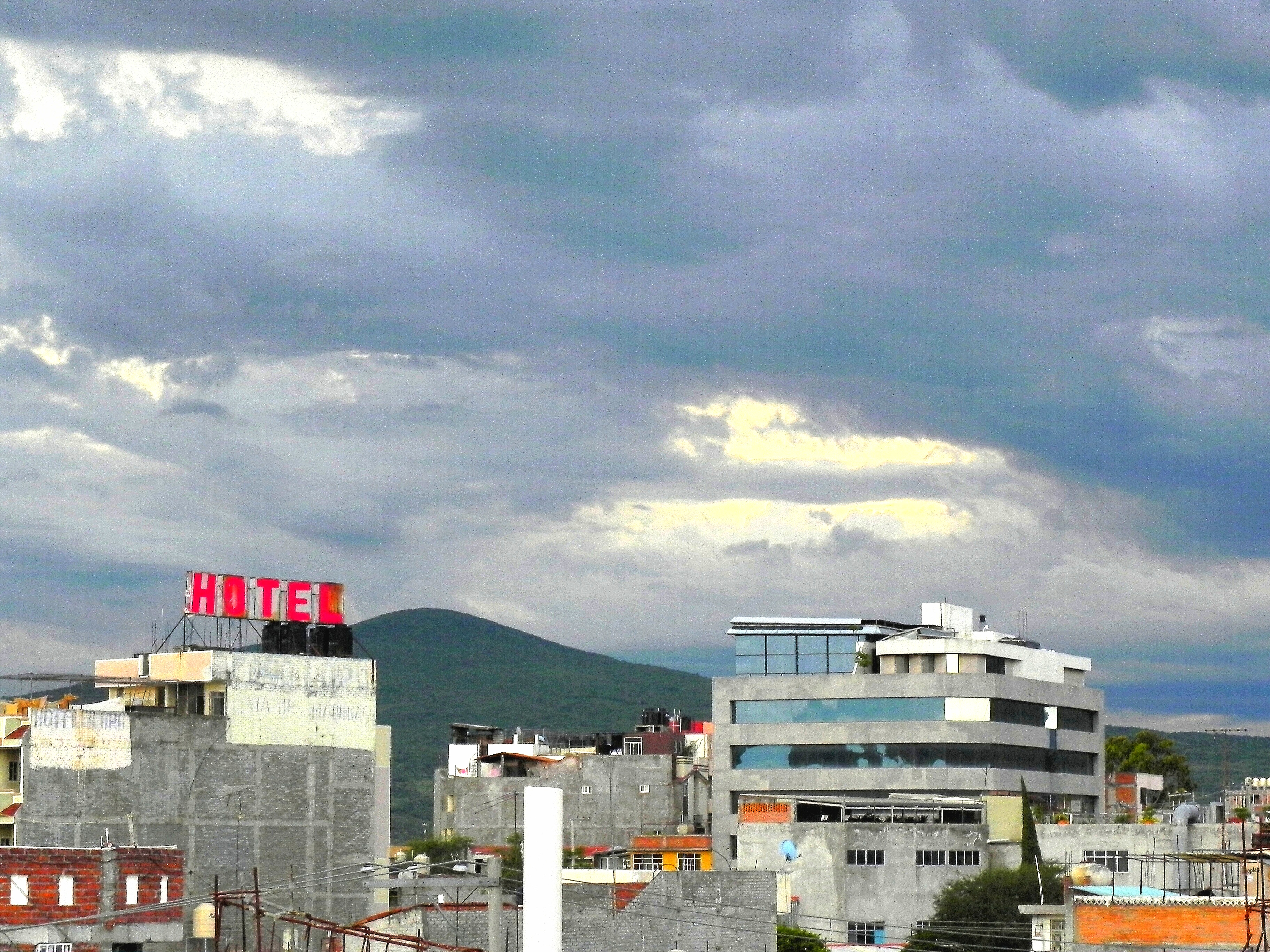
Vista a una área de la ciudad

La actividad agrícola ocupa gran parte del suelo del municipio, 80,21 % del territorio. Ésta es seguida por el sector pecuario, que mantiene poco menos del 15 %. Por último, como uso urbano, que incluye lo destinado a la industria, sólo representa el 5,27 % del total del suelo de Moroleón. Toda la agricultura, con excepción de una extensión mínima al noreste de Moroleón, es de temporal y ocupa una gran parte del centro del municipio. Existe, además, un área grande de pastizales, pequeñas áreas de selva baja caducifolia y de bosque de encina.
Aunque una mayor cantidad de hectáreas está dedicada al sector agropecuario, en Moroleón la mayor parte se encuentra en poder privado (55,06 %), muy cerca le sigue la parte destinada a los ejidos, que ocupan más del 42 % del total del suelo.
La población de este municipio se dedica principalmente a la industria y el comercio textil. Una menor parte de la población se dedica al comercio, servicios y actividades primarias como la agricultura y la ganadería.
La ganadería es una actividad menos importante en Moroleón, predominando el ganado porcino y vacuno, aunque también se realiza la cría de ganado caprino, bovino y aves de corral.

### Mercados

#### Mercado Hidalgo
El Mercado hidalgo se instaló en los terrenos aledaños a la Calzada Manuel Doblado. Su construcción se inició en junio de 1964. Se inauguró en 1965, con la asistencia del Presidente Gustavo Díaz Ordaz, de paso por una de sus giras.

#### Mercado Morelos
El 8 de octubre de 1990, Moroleón, Gto., bajo la Presidencia del C. Jaime Gutiérrez Oseguera, el H. Ayuntamiento aprueba la construcción de un mercado privado de nombre Mercado Morelos, popularmente conocido como Mercado "nuevo", en convenio con la Asociación Civil PROMEC, S.A. Este se ubica en la calle Ponciano Vega, que colinda con la Av. Puebla.

#### Plaza textil metropolitana
Plaza textil metropolitana es un centro de exposición y venta textil donde se reúnen 360 fabricantes de Moroleón y Uriangato para ofrecer una amplia gama de productos textiles de la mejor calidad y diseño siguiendo las últimas tendencias de la moda.
Su ubicación estratégica y servicios hacen de ella un escaparate ideal para el turismo de negocios y compras al mayoreo y menudeo, ya que se localiza en el centro del corredor comercial existente entre ambas ciudades, sobre la calle «12 de octubre» #620, col. El Llanito.
Cuenta con 360 locales de venta de ropa para toda la familia (bebé, infantil, juvenil, mujer, hombre, deportiva, maternidad, tejido de punto, mezclilla, pijamas, ropa interior, blancos, rebozos, etc.), además de contar con estacionamiento, área de comida, cajero automático y diversas comodidades para el cliente.

### Supermercados
Bodega Aurrera
Sucursal ubicada en el municipio cerca del centro de la ciudad, perteneciente al Grupo de Walmart de México y Centroamérica, cadena de supermercados.

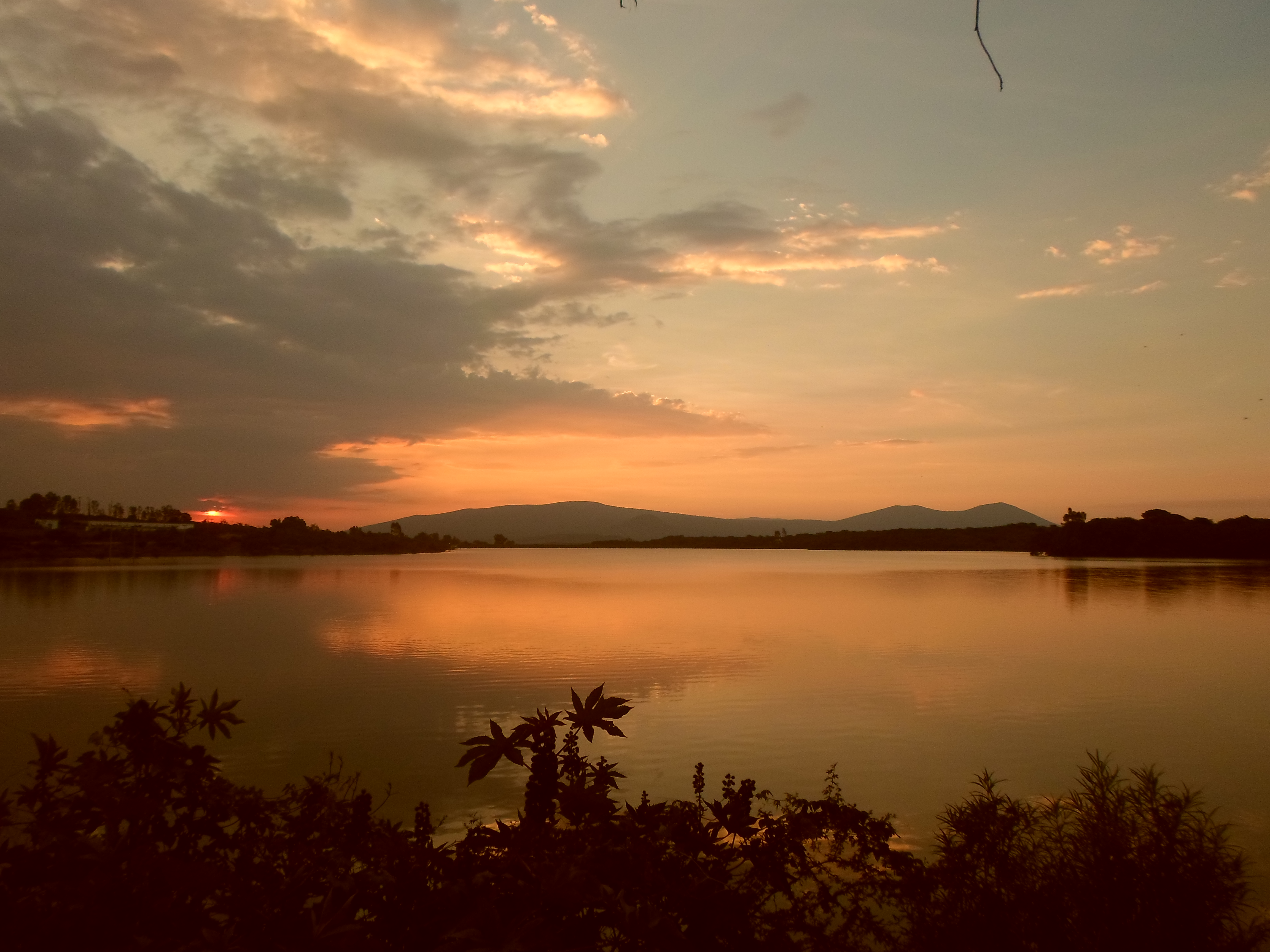
Atardecer en la presa de Quiahuyo

### Salud
Para proporcionar atención médica a la ciudadanía, el municipio dispone con la infraestructura solamente en el medio urbano, por lo que la población rural se ve obligada a trasladarse a la cabecera municipal para recibir atención. La infraestructura es suficiente y de buen nivel, tanto del sector público como privado, ya que existen instituciones como el Instituto Mexicano del Seguro Social (IMSS), la Secretaría de Salud (SSG) y el Instituto de Seguridad y Servicios Sociales de los Trabajadores del Estado (ISSSTE).
La población derechohabiente del municipio es de 22 625 personas en instituciones públicas de salud, de las cuales el 86,7 % pertenece al IMSS.
El municipio cuenta con 6 unidades médicas de primer nivel que se distribuyen en 4 de SSG, una del IMSS y una del ISSTE. Además, Moroleón cuenta con 6 unidades médicas particulares: tres de hospitalización general y tres de hospitalización de ginecoobstetricia.
Camas hospitalarias (TIPO: NÚMERO)
Censables: 0
No censables: 33
Fuente: SNIM, versión 6
También, Moroleón cuenta con 19 consultorios médicos.

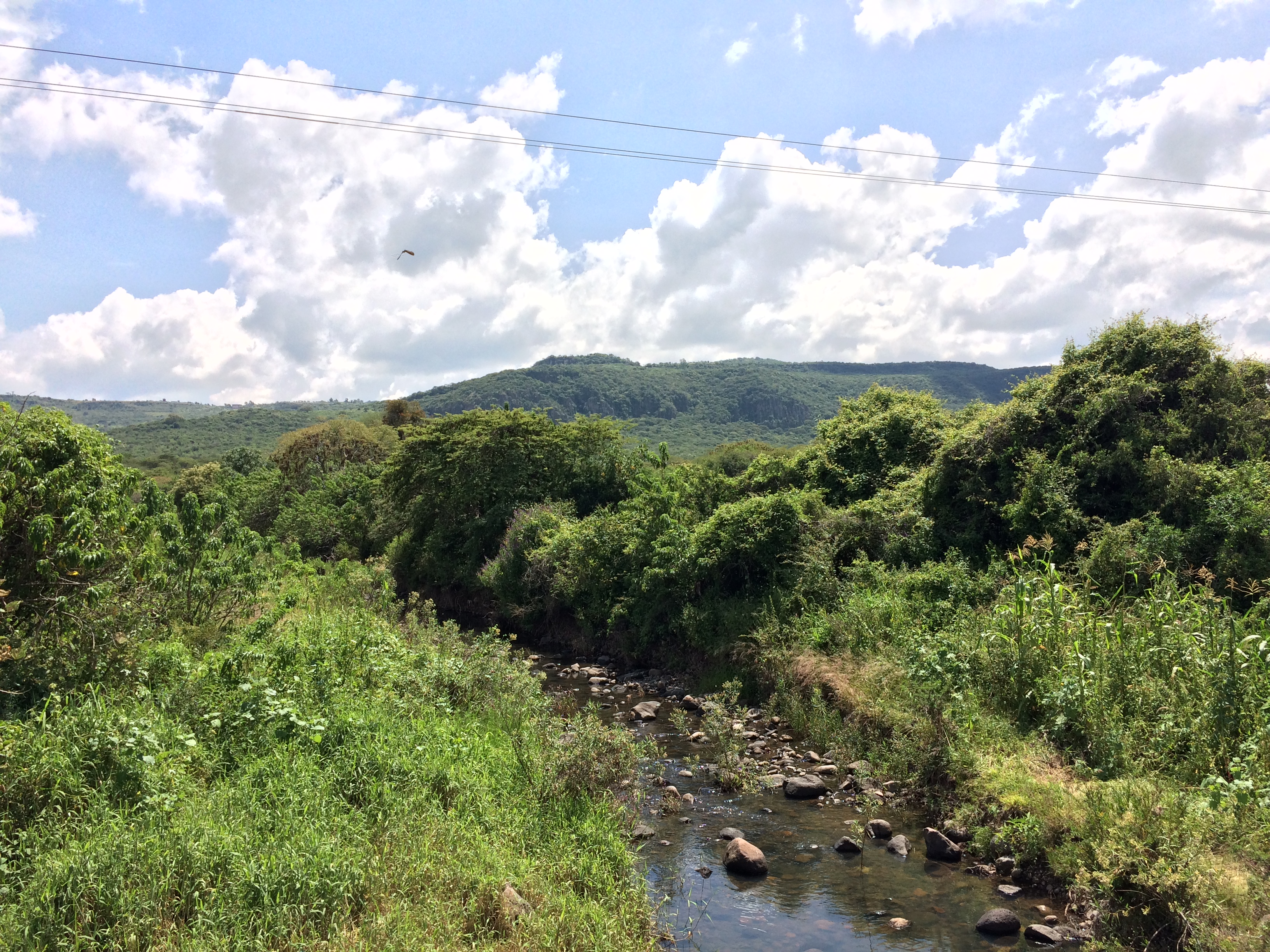
Comunidad de Las Peñas Moroleón

## Demografía

### Localidades
En el censo de 2020, el municipio de Moroleón contaba con 26 localidades.
| Código INEGI    | Localidad               | Población (2020) |
| --------------- | ----------------------- | ---------------- |
| 110210001       | Moroleón                | 41 910           |
| 110210038       | Rinconadas del Bosque   | 1186             |
| 110210015       | Piñícuaro               | 894              |
| 110210018       | El Salto                | 656              |
| 110210012       | La Ordeña               | 502              |
| 110210011       | Ojo de Agua de en Medio | 364              |
| 110210010       | La Loma                 | 274              |
| 110210021       | La Soledad              | 262              |
| 110210017       | Rancho Nuevo            | 239              |
| 110210003       | La Barranca             | 194              |
| 110210016       | Quiahuyo                | 159              |
| 110210002       | Amoles                  | 122              |
| 110210004       | Caricheo                | 111              |
| 110210006       | Cuanamuco               | 109              |
| 110210005       | Cepio                   | 86               |
| 110210014       | Las Peñas               | 58               |
| 110210020       | Santa Gertrudis         | 53               |
| 110210030       | El Capulín              | 23               |
| 110210013       | Pamaseo                 | 19               |
| 110210031       | La Yácata               | 12               |
| 110210039       | Chilapa                 | 8                |
| 110210050       | Villa Paraíso del Sur   | 6                |
| 110210025       | El Corralón             | 5                |
| 110210032       | Colonia el Llavero      | 4                |
| 110210036       | La Puesta del Sol       | 4                |
| 110210041       | Las Cútucuas            | 1                |
| Total municipal | Total municipal         | 47 261           |

## Obras públicas más recientes
- Restauración de los Portales del Jardín Principal.
- Remodelación de las plazuelas 12 de Octubre, Guanajuato y El Cinco.
- Camino de acceso al nuevo hospital comunitario.

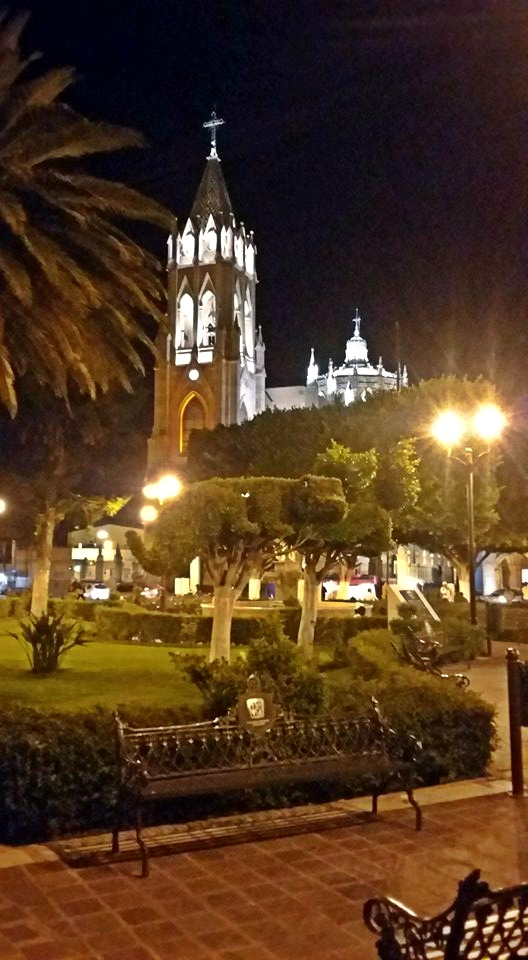
Jardín principal de Moroleón

## Atractivos turísticos
- Santuario Expiatorio del Señor de Esquipulitas.
- Santuario de la Virgen de Guadalupe.
- Jardín principal (Jardín Hidalgo) y arquería.
- Área natural protegida del cerro "Los Amoles".
- Parque ecoturístico de los Amoles.
- Parque Zoológico "Áreas Verdes" (uno de los únicos tres zoológicos en todo el estado de Guanajuato).
- Parque extremo (para skateboarding y BMX).
- Dos unidades deportivas.
- Estadio de béisbol.
- Cascadas de Piñícuaro.
- Cascadas de La Loma.
- Cañón de Agua Bendita.
- La Tinaja.
- Presa de Quiahuyo.
- Presa de Cepio.
- Comunidad rural Piñícuaro.
- Cafés, restaurantes, bares.
- Corredor textil.

### Fiestas y tradiciones

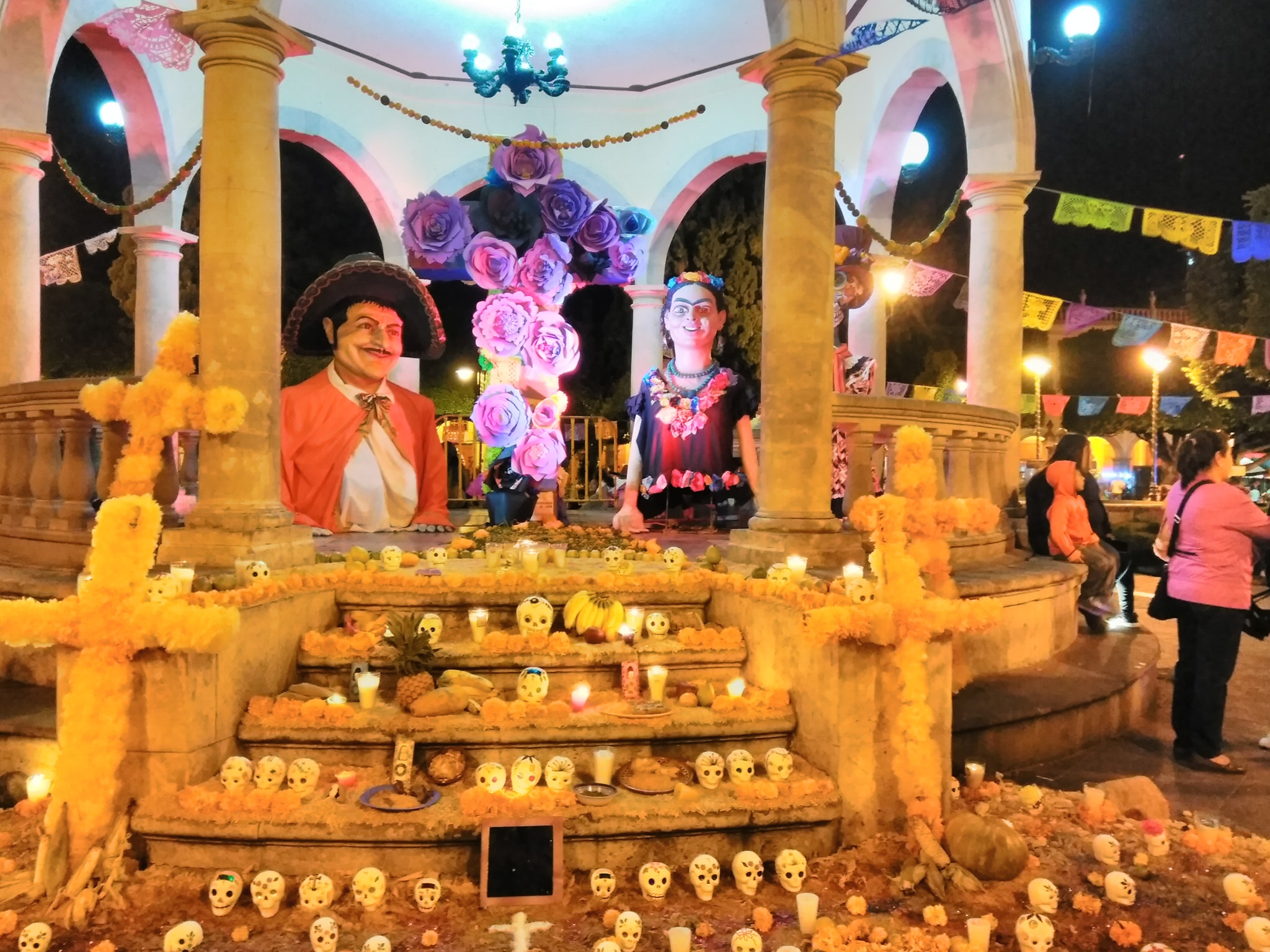
Altar de muertos montado en el kiosko de Moroleón

La principal fiesta anual se desarrolla en el mes de enero en honor del Sr. de Esquipulas, donde se presentan corridas de toros, juegos pirotécnicos, desfiles, bandas de música, danzas tradicionales y culturales. Lo cual la convierte en una de las principales fiestas de mayor tradición en el Estado de Guanajuato. Además, se realizan otras celebraciones como carnaval, fiesta de San Nicolás de Tolentino, fiestas patrias, día de la elevación de Moroleón a municipio libre (27 de septiembre), aniversario de la Revolución Mexicana (20 de noviembre), Santa Cecilia, Señor de la Clemencia, Virgen de Guadalupe en el Santuario del mismo nombre dentro de la ciudad, posadas, Navidad y fin de año.
Durante ya algunos años se viene realizando el festival Maturé, que poco a poco ha ido creciendo y tomando forma; actualmente consta de un desfile (para 2024, desfilaron aproximadamente 2500 personas); dicho festival se celebra en el marco de las celebraciones en honor a los fieles difuntos (1 y 2 de noviembre).

## Ciudades hermanadas
La ciudad de Moroleón tiene hermanamientos con las siguientes ciudades alrededor del mundo:
- Esquipulas, Guatemala (2005)[8][9]
- Chirivella, España (2007)[10]
- Huajuapan de León, México (2015)[11]
- Kennett Square, Estados Unidos (2016)[12]
- Zapotlanejo, México (2016)[13]